# NASCAR Winston Cup 1972
De NASCAR Winston Cup 1972 was het 24e seizoen van het belangrijkste NASCAR kampioenschap dat in de Verenigde Staten gehouden wordt. Het seizoen startte op 23 januari met de Winston Western 500 en eindigde op 12 november met de Texas 500. Richard Petty won het kampioenschap voor de vierde keer in zijn carrière. De trofee rookie of the year werd uitgereikt aan Larry Smith.

## Races
Top drie resultaten, exhibitie- en kwalificatiewedstrijden staan niet vermeld.
| '  | Datum  | Race                 | Circuit                         | Winnaar       | Tweede            | Derde             |
| 1  | 23-jan | Winston Western 500  | Riverside International Raceway | Richard Petty | Bobby Allison     | Bobby Isaac       |
| 2  | 20-feb | Daytona 500          | Daytona International Speedway  | A.J. Foyt     | Charlie Glotzbach | Jim Vandiver      |
| 3  | 27-feb | Richmond 500         | Richmond International Raceway  | Richard Petty | Bobby Allison     | Bobby Isaac       |
| 4  | 5-mrt  | Miller High Life 500 | Ontario Motor Speedway          | A.J. Foyt     | Bobby Allison     | Buddy Baker       |
| 5  | 12-mrt | Carolina 500         | North Carolina Speedway         | Bobby Isaac   | Richard Petty     | Jim Vandiver      |
| 6  | 26-mrt | Atlanta 500          | Atlanta Motor Speedway          | Bobby Allison | A.J. Foyt         | Bobby Isaac       |
| 7  | 9-apr  | Southeastern 400     | Bristol Motor Speedway          | Bobby Allison | Bobby Isaac       | Richard Petty     |
| 8  | 16-apr | Rebel 400            | Darlington Raceway              | David Pearson | Richard Petty     | Joe Frasson       |
| 9  | 23-apr | Gwyn Staley 400      | North Wilkesboro Speedway       | Richard Petty | Bobby Allison     | Bobby Isaac       |
| 10 | 30-apr | Virginia 500         | Martinsville Speedway           | Richard Petty | Bobby Allison     | Dave Marcis       |
| 11 | 7-mei  | Winston 500          | Talladega Superspeedway         | David Pearson | Bobby Isaac       | Buddy Baker       |
| 12 | 28-mei | World 600            | Charlotte Motor Speedway        | Buddy Baker   | Bobby Allison     | Charlie Glotzbach |
| 13 | 4-jun  | Mason-Dixon 500      | Dover International Speedway    | Bobby Allison | Richard Petty     | LeeRoy Yarbrough  |
| 14 | 11-jun | Motor State 400      | Michigan International Speedway | David Pearson | Bobby Allison     | Richard Petty     |
| 15 | 18-jun | Golden State 400     | Riverside International Raceway | Ray Elder     | Benny Parsons     | Donnie Allison    |
| 16 | 25-jun | Lone Star 500        | Texas World Speedway            | Richard Petty | Bobby Allison     | Coo Coo Marlin    |
| 17 | 4-jul  | Firecracker 400      | Daytona International Speedway  | David Pearson | Richard Petty     | Bobby Allison     |
| 18 | 9-jul  | Volunteer 500        | Bristol Motor Speedway          | Bobby Allison | Richard Petty     | Dave Marcis       |
| 19 | 26-jul | Northern 300         | Trenton Speedway                | Bobby Allison | Bobby Isaac       | Richard Petty     |
| 20 | 23-jul | Dixie 500            | Atlanta Motor Speedway          | Bobby Allison | Richard Petty     | David Pearson     |
| 21 | 6-aug  | Talladega 500        | Talladega Superspeedway         | James Hylton  | Ramo Stott        | Bobby Allison     |
| 22 | 20-aug | Yankee 400           | Michigan International Speedway | David Pearson | Bobby Allison     | Bobby Isaac       |
| 23 | 27-aug | Nashville 420        | Music City Motorplex            | Bobby Allison | Richard Petty     | Darrell Waltrip   |
| 24 | 4-sep  | Southern 500         | Darlington Raceway              | Bobby Allison | David Pearson     | Richard Petty     |
| 25 | 10-sep | Capital City 500     | Richmond International Raceway  | Richard Petty | Bobby Allison     | Bill Dennis       |
| 26 | 17-sep | Delaware 500         | Dover International Speedway    | David Pearson | Richard Petty     | Ramo Stott        |
| 27 | 24-sep | Old Dominion 500     | Martinsville Speedway           | Richard Petty | Bobby Allison     | David Pearson     |
| 28 | 1-okt  | Wilkes 400           | North Wilkesboro Speedway       | Richard Petty | Bobby Allison     | Buddy Baker       |
| 29 | 8-okt  | National 500         | Charlotte Motor Speedway        | Bobby Allison | Buddy Baker       | David Pearson     |
| 30 | 22-okt | American 500         | North Carolina Speedway         | Bobby Allison | Richard Petty     | Buddy Baker       |
| 31 | 12-nov | Texas 500            | Texas World Speedway            | Buddy Baker   | A.J. Foyt         | Richard Petty     |

## Eindstand - Top 10
| 1  | Richard Petty  | 8701 |
| 2  | Bobby Allison  | 8573 |
| 3  | James Hylton   | 8158 |
| 4  | Cecil Gordon   | 7326 |
| 5  | Benny Parsons  | 6844 |
| 6  | Walter Ballard | 6781 |
| 7  | Elmo Langley   | 6656 |
| 8  | John Sears     | 6298 |
| 9  | Dean Dalton    | 6295 |
| 10 | Ben Arnold     | 6179 |